# Святов Андрій Олегович
Андрій Олегович Святов (нар. 2 травня 1993) — російський футболіст, півзахисник.

## Життєпис
Народився в місті Первомайський (Харківська область), проте футбольній майстерності навчався в Росії (Академія футболу імені Юрія Конопльова та навчальний центр «Чертаново»). У складі «Чертаново» виступав в аматорському чемпіонаті Росії. У 2011 році потрапив до структури московського «Спартака». Виступав за «спартаківців» в юнацькій та молодіжній командах, проте через величезну конкуренцію в першій команді зіграти жодного офіційного матчу так і не зумів. Натомість отримував ігрову практику в друголіговому фарм-клубі москвичів «Спартак-2», за який дебютував 22 серпня 2013 року в нічийному (0:0) домашньому поєдинку 7-о туру зони «Центр» проти рязанської «Зірки». Андрій вийшов на поле на 84-й хвилині, замінивши Костянтина Савичева. За другу спартаківську команду зіграв 6 матчів у Другому дивізіоні.
У 2014 році перейшов у «Том». За нову команду дебютував 24 серпня того ж року в переможному (4:0) виїзному поєдинку 8-о туру ФНЛ проти «Сахаліна». Святов вийшов на поле на 46-й хвилині, замінивши Валерія Сорокіна. У чемпіонаті Росії за «Том» зіграв 3 матчі, ще 1 матч провів у кубку Росії.
У 2016 році опинився в новомосковському «Хімік», який виступав в аматорському чемпіонаті Росії. У цьому турнірі відіграв два сезони. На професіональному рівні дебютував за «хіміків» 19 липня 2017 року в програному (0:1) виїзному поєдинку 1-о туру Другого дивізіону зони «Центр» проти «Строгіно». Андрій вийшов на поле в стартовому складі та відіграв увесь матч. У футболці новомосковського клубу в чемпіонаті Росії зіграв 8 матчів. Під час зимової перерви сезону 2017/18 років залишив команду. Наразі перебуває без клубу.